# 3650 Kunming
3650 Kunming (1978 UO2) là một tiểu hành tinh vành đai chính.